# 叶夫根尼·拉古诺夫
叶夫根尼·拉古诺夫（1985年12月14日—），出生於阿尔汉格尔斯克，是俄罗斯男子游泳运动员。曾参加2004年、2008年和2012年三届奥运，共收获一枚银牌和一枚铜牌。